# La Guadalupe (Jalpa de Méndez)
La Guadalupe es una localidad del municipio de Jalpa de Méndez ubicado en la subregión centro del estado mexicano de Tabasco. La localidad fue creada el 15 de julio de 2017 después de haberse desfusionado de Mecoacán 2.ª Sección (San Lorenzo).

## Geografía
La localidad se ubica a 10.9 kilómetros (en dirección sur) de la localidad de Jalpa de Méndez, la cabecera y lugar más poblado del municipio. Se sitúa en las coordenadas geográficas 18°16′26″N 93°04′39″O / 18.273933, -93.077568, a una elevación de 0 metros sobre el nivel del mar.

## Demografía
Según el Conteo de Población y Vivienda 2020, efectuado por el Instituto Nacional de Estadística y Geografía, la localidad de La Guadalupe tiene 622 habitantes, de los cuales 274 son del sexo masculino y 236 del sexo femenino. Su tasa de fecundidad es de 2.53 hijos por mujer y tiene 151 viviendas particulares habitadas.
| Gráfica de evolución demográfica de La Guadalupe entre 2020 y 2020 |
|                                                                    |
| INEGI.                                                             |